# Monastero di San Martino di Albelda
Il Monastero di San Martino di Albelda (Monasterio de San Martín de Albelda), oggi in rovina, era situato nel comune di Albelda de Iregua, nella La Rioja, comunità autonoma della Spagna settentrionale.
Il monastero fu fondato il 5 gennaio 924 da Sancho I Garcés di Navarra e Toda Aznarez, monarchi di Navarra, per la recente riconquista di Nájera and Viguera avvenuta nel 923, assieme al loro alleato Ordoño II di León. la communità fu fondata secundum Benedicti regulam uel id quod a sanctis patribus didicisti, cioè, secondo la Regola benedettina. Il nome monasterium Albaidense (o Albaildense) fu derivato dalla fortezza Mussulmana di al-Bayadh (Bianca), dovuto al luogo in cui fu edificato. 

Il monastero fu fondato e costruito nel X secolo.

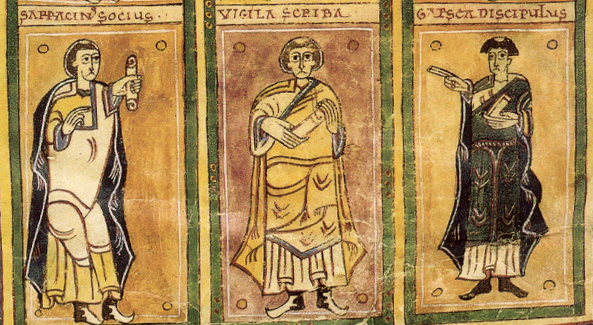
Foglio 428 della Cronaca di Albelda in cui sono rappresentati gli scriba del Codice: Sarracino, Vigila e García.

Fu sede episcopale dal 1033 al 1092.
Nel XII secolo cominciò la decadenza del monastero, sino a che nel 1435 fu unificato con la Concattedrale di Santa Maria de La Redonda di Logroño in conformità alla bolla papale di papa Eugenio IV, essendo vescovo de Calahorra Diego López de Zúñiga.